# Sonja Sutter
Sonja Sutter (n. 17 ianuarie 1931, Freiburg im Breisgau, Reich-ul German – d. 2 iunie 2017, Baden bei Wien, Austria Inferioară, Austria) a fost o actriță germană de teatru și de film. 
A fost una dintre puținele actrițe cărora li sa permis să apară în producții atât în Germania de Est, cât și în Germania de Vest. Ea este amintită pentru rolul său ca Fraulein Rottenmeier din serialul de televiziune german Heidi din 1978. Acest serial, difuzat în multe țări din Europa în anii 1980 și 1990, a fost dublat în mai multe limbi. Ea este, de asemenea, cunoscută pentru că a jucat mai multe roluri în serialul de televiziune Derrick, din 1983 până în 1998.
Printre cele mai cunoscute filme ale sale se numără Destinul unor femei (1952), Star fără voie (1955), Lissy (1957) și S-au cunoscut cu toții (1958).

## Biografie
Deși Sonja Sutter a terminat școala Waldorf din Freiburg doar cu o educație limitată din cauza războiului, ea a studiat mai târziu limba greacă și latină. În această perioadă a decis să devină actriță.
A debutat pe scenă în 1950 la Stadttheater Freiburg, ulterior a lucrat la Stuttgart, la Hamburger Schauspielhaus și la Staatstheater din München. Regizorul studioului DEFA Slatan Dudow, a luat cunoștință de Sutter în timpul filmărilor de testare pentru un film despre și cu Luis Trenker și a reușit să o angajeze pentru lungmetrajul său, Destinul unor femei (1952), în care ea a jucat rolul principal.
Din 1953 au urmat oferte de film din Germania de vest. Sutter a fost astfel una dintre puținele artiste din acea vreme care a lucrat în ambele state germane. Dar descoperirea și succesul ei a fost asociat cu producțiile DEFA, în special cu adaptarea literară Lissy din 1957, o lucrare distinsă cu mai multe premii care a făcut-o faimoasă în Germania de Est. În 1961, odată cu construirea Zidului Berlinului, ea a pierdut ocazia de a participa la alte filme DEFA.
În 1959 a acceptat o chemare la Burgtheater din Viena, unde a fost membră timp de peste 40 de ani. De asemenea, a jucat regulat la Festivalul de la Salzburg până la începutul anilor 1990 și a preluat roluri de invitat la teatrele de limbă germană precum Hamburger Schauspielhaus, Deutsche Oper am Rhein din Düsseldorf, Schauspielhaus Zürich sau la festivalurile de la Bregenz și Bad Hersfeld.
De la începutul anilor 1960, Sonja Sutter a lucrat aproape exclusiv în producții de televiziune, filmele de cinema rămânând o excepție, inclusiv filmul lui Bergman Oul de șarpe (1977), care urma să fie și ultima lucrare cinematografică a lui Sutter. Din 1975, ea a apărut în mod repetat ca actriță de episoade în seriale criminale binecunoscute precum Derrick și Der Alte. În 2005 a fost pentru ultima dată în fața camerei.
A locuit la Viena, fiind căsătorită cu un medic și a avut o fiică, actrița Carolin Fink.

## Filmografie selectivă
- 1952 Destinul unor femei (Frauenschicksale), regia Slatan Dudow
- 1954 Meines Vaters Pferde I. Teil Lena und Nicoline
- 1955 Das Schweigen im Walde
- 1955 Star fără voie (Star mit fremden Federn), regia Harald Mannl
- 1955 Die Barrings
- 1956 Johannisnacht
- 1956 Drei Birken auf der Heide
- 1957 Minna von Barnhelm (film TV)
- 1957 Lissy, regia Konrad Wolf
- 1957 Mr. Cheneys Ende (film TV)
- 1957 Der Geisterzug (film TV)
- 1958 Tatort Berlin
- 1958 S-au cunoscut cu toții (Sie kannten sich alle), regia Richard Groschopp
- 1958 Jucătorul de loterie (Der Lotterieschwede), regia Joachim Kunert
- 1961 Die Verschwörung des Fiesco zu Genua (film TV)
- 1961 Jedermann
- 1962 Lumpazivagabundus (film TV)
- 1963 Elektra (film TV)
- 1963 Ein Dorf ohne Männer (film TV)
- 1964 Heinrich VI (film TV)
- 1964 Die letzte Folge (film TV)
- 1965 Onkel Wanja – Szenen aus dem Landleben (film TV)
- 1968 Schmutzige Hände (film TV)
- 1970 Jedermann (film TV)
- 1970 Nachbarn (film TV)
- 1976 Wir pfeifen auf den Gurkenkönig (film pentru copii)
- 1976 Der Kommissar: Der Held des Tages (serial TV)
- 1976 Ich will leben
- 1976 Die Wildente
- 1978 Heidi, 5 episoade (serial TV)
- 1979 Der Alte – (episodul 24: Lippmann wird vermisst)
- 1980 Die weiße Stadt (film TV)
- 1981 Tatort: Mord in der Oper (serial TV)
- 1982 Der Alte – (episodul 58: Tote Lumpen jagt man nicht)
- 1983 Derrick: Die Tote in der Isar (serial TV)
- 1983 Jedermann (serial TV)
- 1984 Der Alte – (episodul 82: Fluchthilfe)
- 1985 Der Alte – (episodul 96: Wiederholungstäter)
- 1985 Der Marquis von Keith (film TV)
- 1986 Derrick: Die Rolle seines Lebens
- 1987 Wer erschoss Boro?, 3 episoade (serial TV)
- 1988 Der Alte – (episodul 129: Brief eines Toten)
- 1989 Der Alte – (episodul 140: Bahnhofsbaby)
- 1990 Wilhelm Tell (film TV)
- 1991 Der Alte – (episodul 157: Das Gericht)
- 1991 Derrick: Ein stiller Mord
- 1992 Derrick: Mord im Treppenhaus
- 1993 Der Alte – (episodul 183: Korruption)
- 1995 Lieben wie gedruckt – 11 episoade (serial TV)
- 1995 Derrick: Eines Mannes Herz
- 1998 Derrick: Mama Kaputtke
- 2000 Der Alte – (episodul 262: Der Schatten des Todes)
- 2003 Schlosshotel Orth: Falsche Fährten (serial TV)
- 2005 Der Alte – (episodul 306: Der Nachruf)